# Minoru Kawasaki
Minoru Kawasaki (河崎実, Kawasaki Minoru) est un réalisateur de films japonais né le 15 août 1958 dans l'arrondissement de Setagaya à Tokyo. Il est aussi écrivain et producteur. Il est surtout connu pour ses films à petits budgets, et ses comédies absurdes.

## Biographie
Kawasaki commence sa carrière professionnelle avec des films auto-financés y compris Iko the Earth Patrol Girl, et quelques adaptations, avant de travailler sur Ultraman Tiga. Il obtient son premier succès avec Calamari Wrestler, un film d'un lutteur qui devient un grand calmar.
Il poursuit avec le film Executive Koala, ayant comme personnage principal un employé de bureau koala qui a peut-être assassiné sa femme. Kabuto-O Beetle, un autre film de catch, cette fois avec un scarabée célibataire géant. 
En 2006, il sort Everyone But Japan Sinks, une parodie, comédie noire sur le Japon, et Crab Goalkeeperet, un film que Kawasaki décrit comme ressemblant à Forrest Gump.
En 2009, il dirige Takeshi Kitano dans son film Guilala's Counterattack : Lake Toya Summit Crisis. 

## Filmographie sélective
- 2004 : The Calamari Wrestler
- 2005 : Executive Koala
- 2006 : The World Sinks Except Japan
- 2008 : Kamigakari (髪がかり?)
- 2008 : Guilala's Counterattack (ギララの逆襲/洞爺湖サミット危機一発, Girara no gyakushū : Tōya-ko Samitto kikiippatsu?)
- 2008 : Neko Ramen Taishō (猫ラーメン大将?)
- 2016 : Kaiju Mono (大怪獣モノ?)